# 侯子鉴
侯子鉴，南北朝时代侯景之乱人物。
侯子鉴是侯景的部将，担任中軍。太清三年（549年）五月，侯景派遣中军侯子鉴进入吴郡，将于子悦、張大黑收監。带回建康处决。六月，与劉神茂東征吳興郡，擒获吴兴太守張嵊父子，九月，押送建康。
大宝元年（550年）正月，前江都县令祖皓在广陵郡起兵反对侯景，侯景率侯子鑑出京口攻打，广陵城陷落。任命侯子鉴监南兖州事，镇守广陵。四月、任命侯子鉴为南兖州刺史。
太始元年（551年）十一月，侯景即皇帝位，侯子鑑献上白麞。
北齐军队多次侵犯侯景的边疆地区，太始二年（552年）正月，侯景派侯子鉴率领水军向濡须进发，向淝水遊弋，以示兵威。正月初十，侯子鉴抵达合肥，攻陷羅城。湘東王蕭繹命令王僧辩等向东进军，攻击侯景。侯子鉴、郭元建焚烧合肥民居，撤退到姑孰。王僧辩軍抵达芜湖，侯景守将张黑弃城逃跑、侯景派史安和、宋長貴等带二千名士兵前去姑孰助战。三月、子鑑は侯景派人告诫侯子鉴只须在岸上安营扎寨，把船只摆在水边等待敌军前来就是了。王僧辩等抵达姑孰，侯子鉴率领步、骑兵一万余人渡过水洲，在岸上挑战，又用狭长的船千艘装载战士。王僧辩指挥小船，让它们都退缩到后头去，只留大兵舰在两岸夹江停泊。侯子鉴的士兵们以为敌军水师要退却了，争着出来追赶。这时，王僧辩指挥大兵舰截断了侯军的归路，呐喊鼓噪，从两边夹击侯子鉴的部队，在长江中间作战。侯子鉴大败，士兵跳入水里淹死的有几千人。侯子鉴只身一人逃脱，收罗溃散的残兵逃回建康，据守东府。侯景听到侯子鉴大败的消息，大惊失色，叹息着说：“侯子鉴，你可把老子给坑了！” 王僧辩進軍張公洲，攻打石頭城。侯景亲自率领侯子鉴等也在石头城东北面筑起五个城堡以扼守大路。侯景が侯景派王偉守台城，兵溃逃亡，侯子鉴渡江逃到广陵。郭元建想要降梁，他对郭元建说：“我们这些人，是梁朝的宿敌深仇，有什么面目再见到梁主。不如投奔北方，还可以得到还乡的机会。”于是全都投降了北齐。。
天保十年（559年）跟随北齐慕容儼、王貴显護送蕭莊，修筑郭默、若邪二城。